# 117 Lomia
117 Lomia este un asteroid din centura principală, descoperit pe 12 septembrie 1871, de Alphonse Borrelly.